# 劇場藝術

劇場，劇場藝術演出的場地

劇場藝術（英語：theater），又稱舞臺劇，主要指戲劇。传统的戏剧，主要指在剧场中演出的戏剧。但隨著科技進步，廣播、電影、電視的發明與普及，戲劇已經不只是在表演場所中發生的演出活動，戲劇形式的廣播、電視節目及電影充斥在一般大眾的生活之中；戲劇一詞因為在用字上無法輕易將透過媒體轉介的節目排除在外；為求語句通順以及避免誤解，有時會以舞台劇、劇場、劇場藝術表示劇場形式的戲劇，以代替戲劇一詞。
此外，自從現代舞發明之後，舞蹈演出脫離了舞劇的範疇，展開了一個新紀元，開始有戲劇形式以外的舞蹈在劇場出現；加上現代劇場設計與現代舞的發展期相當接近，因此在表演藝術中，兩者之間密切的程度往往超越戲劇或其他舞蹈。劇場設計師對戲劇或舞蹈的設計工作雖常有各自的喜好或專長，但並非明確的分野；對於劇場技師而言，兩者之間更是幾無差別。因為種種因素，在討論劇場藝術時，舞蹈表演無法被排除在外；而在學術分科中，舞蹈與戲劇之間的密切關係，更是同為表演藝術的音樂所無法相比。

## 劇團與藝術流派
劇團以劇場為名，推測最初來自於劇院所屬的劇團，例如宮廷劇院所附設的表演學校；後來才產生了與劇院無從屬關聯的劇團以劇場為名稱。另外，由於一些劇團對於戲劇表演有其特殊見解，因此劇團的名稱被視為一種特殊的流派，如史坦尼斯拉夫斯基與但欽科所建立的莫斯科藝術劇場。後來，有一些藝術家，直接以劇場為名提出的理論或理念，如葛羅托夫斯基的貧窮劇場，或是由外在力量將某種特定風格的藝術家或作品與以歸類，如荒謬劇場。時至今日，劇場一詞已經與劇院或劇團沒有絕對必然的關連。

## 西方現代劇場運動
- 莫斯科藝術劇場（英语：Moscow Art Theater）：由史坦尼斯拉夫斯基與但欽科（英语：Vladimir Nemirovich-Danchenko）所建立。
- 自由劇場：是法國人安東尼·安瑞（英语：Andre Antoine）於1887年在巴黎所建立，是小劇場戲劇的起源[1]。
- 史詩劇場：由貝爾托·布萊希特發起，相信劇場的終極目標在改革社會[2]。
- 殘酷劇場：是由法國戲劇理論家安托南·阿爾托所提出[3]:145，強調在藉由受控制的戲劇環境，讓人們瞭解自己的真實[4]。
- 貧窮劇場，由波蘭導演葛羅托夫斯基（英语：Jerzy Grotowski）提出[3]:190，不強調華麗的布景，專注於劇場本質的探討，以演員為劇場藝術的核心。
- 環境劇場（Environmental Theater）：由理查·謝喜納（英语：Richard Schechner）所建構，強調表演走出劇場，可以在任何的空間內演出[5]。
- 荒謬劇場：指1940年代至1960年代主要興起於歐洲的一個戲劇流派，最早是由马丁·艾斯林（英语：Martin_Esslin）出版的《荒謬劇場》一書開始[3]:162，像萨缪尔·贝克特的《等待果陀》戲劇即為荒謬劇場的例子之一[6]。

## 東亞的現代劇場運動與劇場現代化
東亞在文化傳統中有其固有的戲劇活動及形式。自從近代西方國家航海技術的拓展，東西交流頻繁化也成為不可避免的趨勢；利用現代化的技術所挾帶入境的西方文化，使「西化」成為許多國家現代化的一部份。東方國家的戲劇現代化，大體上圍繞著橫向移植與直向傳承的文化撞擊發展，藉著截然不同的養分供給，形成了現今多采多姿的劇場風貌。

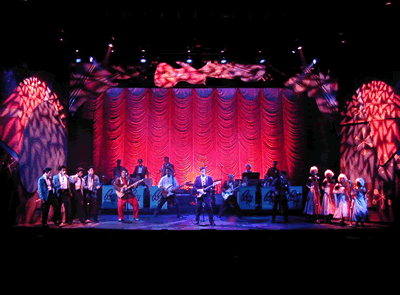
大型舞臺劇

中國大陸的話劇運動（中國話劇運動），春柳社在1907年在日本《黑奴籲天錄》的演出是早期發展的重要時點。而1901年南洋公學也有學生劇的演出。1910年任天知在上海成立了戲剧团体进化团，當時推出的新戲，也稱為「文明戲」或「白話戲」。在1937年中国抗日战争爆發後，有許多以對日抗戰為主題的抗日戲劇，從一開始的上海、南京，以及後來的重慶和延安，都有類似主題的戲劇。在20世紀80年代之後，有許多探索和實驗性質的話劇，稱為先鋒話劇。
台灣在日治時期時，在二十世紀初曾一度出現臺灣新劇運動。日本新劇社團川上音二郎劇團在1911年5月4日於在臺北市朝日座演出，是台灣首場新劇演出，之後也有上海民興社以及台灣本地的劇團演出，其中也有臺灣文化協會推廣的文化劇，後來因為新劇中的政治訴求，遭到日本當局打壓，在1929年到1936年之間，逐漸衰落。1930年代一度出現以學習日語為目的青年劇運動，後來其中也帶有日本政治宣傳或政令宣導的目的。
第二次世界大戰結束，中華民國接收台灣，在一九四九年中華民國政府撤退臺灣，之後台灣出現許多的國語話劇（台灣話劇運動）。李曼瑰在1960年在1963年有發展「小劇場運動」，1980年代開始，也有另一波的實驗劇場以及小劇場興起（台灣小劇場運動）。
日本早期的演劇，在明治時代末期受到西方影響，形成新劇。而1960年代在日本也有小劇場的運動，以寺山修司、唐十郎、蜷川幸雄為「小劇場第一世代」。
韓國在二十世紀受到西方思潮以及日本的影響，也有因此產生的新劇。在1919年追求韓國獨立的三一运动之后，新劇大量出現。後來陸續成立了松京学友会、同友会、土月会和剧艺术研究会等團體，後來受到日本的鎮壓而結束。

## 技術層面

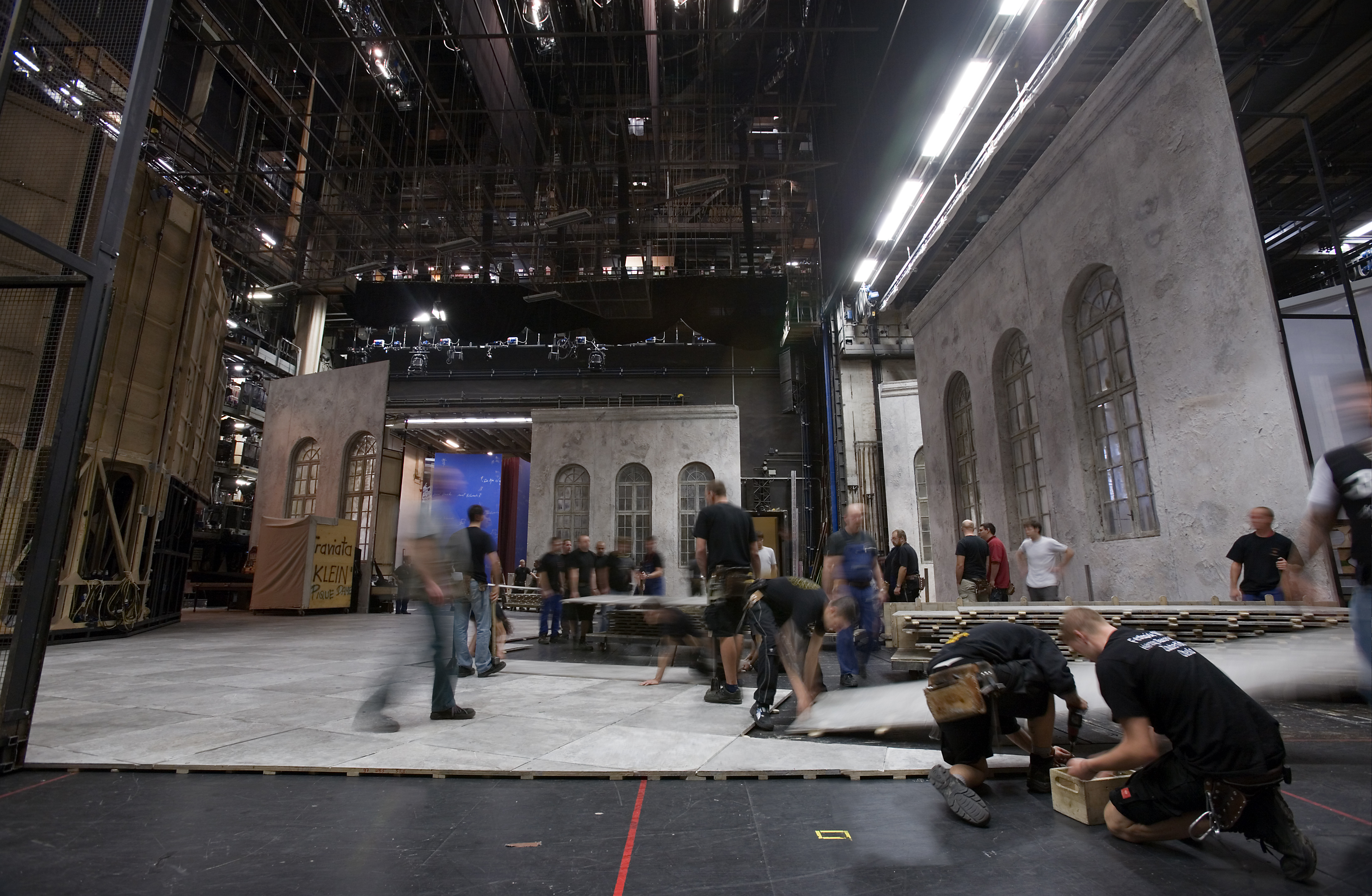
维也纳国立歌剧院的後台

劇場本身預設了合作的生產型式以及集體的接收型式。戲劇結構不同於其他的文學形式，戲劇會直接的受到合作生產以及集體接收的影響。要完成一齣戲，需要許多人的合作，例如剧作家、導演、演員，另外還需要技術製作群，其中包括了佈景設計、燈光設計、劇裝設計、聲音設計、舞台監督、製作經理和技術經理。有些戲劇也需要作曲家、劇場構作或武打導演。
舞臺技術（Stagecraft）泛指有關劇場、電影以及電視技術層面的事務。其中包括搭建佈景、裝設以及調整燈光、服裝的設計以及採購、化妝、道具管理、舞臺管理、混音以及錄音等。舞臺技術和舞臺美學（scenograph）不同，舞臺技術是技術的領域，主要是要在具體呈現設計者的美學願景。
最簡單的舞臺技術可以由一個人負責（多半是舞台經理），負責所有的佈景、化妝、燈光和聲音，並且組織演員。若更專業的劇團（例如百老匯），舞臺技術團隊可能有上百人，其中包括木工、畫家、電工、舞台工人、縫紉工、假髮師等。現代的舞臺技術是高度分工和專業的，其中有許多的子工作，也有許多的歷史和傳統。大部份的舞臺技術是界於這兩種極端之間。